# Prats de Lluçanès
Prats de Lluçanès est une commune de la province de Barcelone, en Catalogne, en Espagne, de la comarque d'Osona

## Personnalités liées à la commune
- Miquelot de Prats, probablement né dans la commune, chef des « Miquelets » au XVIIe siècle.